# Anisia similis
Anisia similis là một loài ruồi trong họ Tachinidae.